# Pila (Karlovy Vary-i járás)
Pila település Csehországban, a Karlovy Vary-i járásban. Pila Karlovy Vary, Kolová, Bochov, Andělská Hora, Stanovice és Stružná településekkel határos. Lakosainak száma 583 fő (2024. január 1.).

## Népesség
A település lakosságának változását az alábbi diagram mutatja:
| Lakosok száma | 674  | 697  | 803  | 456  | 440  | 422  | 530  | 535  | 558  | 583  |
|               | 1869 | 1890 | 1921 | 1950 | 1980 | 2001 | 2017 | 2019 | 2022 | 2024 |